# Maräng

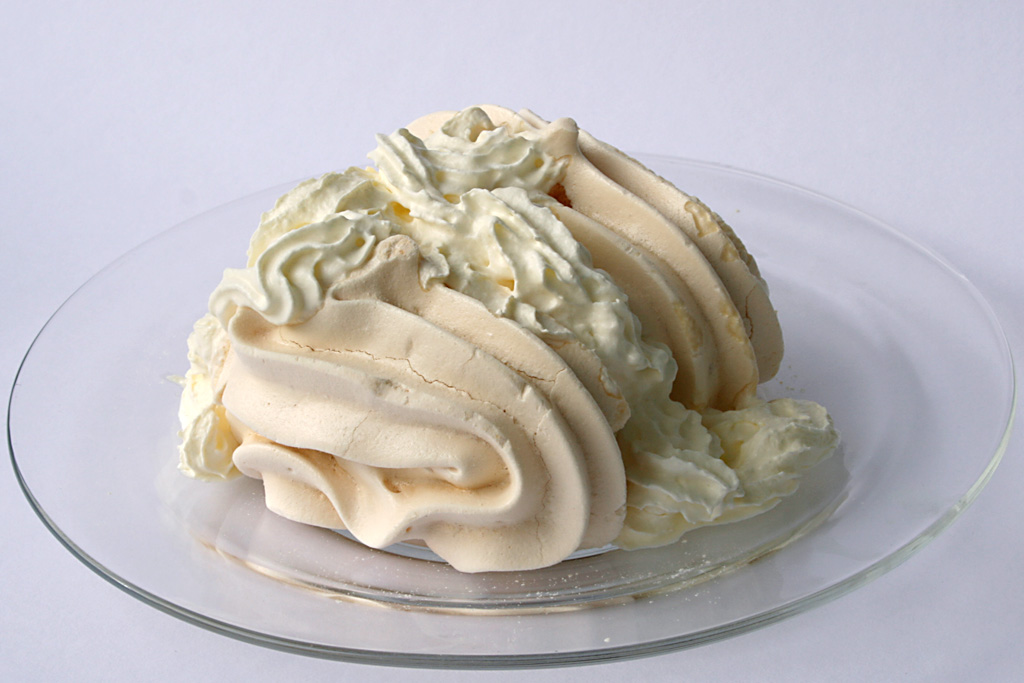
Maräng med vispad grädde.

Maränger är luftiga bakverk, från franska, italienska och schweiziska köket, som huvudsakligen består av uppvispad äggvita och socker. Maräng kan gräddas eller användas som den är i eller över olika bakverk. Den kan göras av kall eller varm smet. I den franska marängen tillsätts sockret medan äggvitan vispas kallt. I den italienska marängen används en sockerlag som kokas till 120–125°C och hälls över äggvitorna medan de vispas. I schweizisk maräng vispas äggvitan och socker över vattenbad.
Ordet "maräng" kommer från franskans "meringue" med samma betydelse men oklart ursprung. Ordet finns belagt i svenska språket sedan 1797.

## Varianter

### Fransk maräng
Först skiljs äggvitorna från gulorna och det är viktigt att inte minsta spår av äggula förorenar äggvitorna, som sedan vispas till hårt skum tillsammans med sockret. Ett stänk ättiksyra, citronsaft eller salt kan ingå i receptet. Smeten klickas eller spritsas med spritspåse ut på rena plåtar och gräddas på låg värme (80–90°C) under lång tid. Marängerna ska vara vita och torra när de är färdiggräddade. Smeten kan också gräddas i form av bottnar för att kunna användas i tårtor. Maräng kan smaksättas med till exempel choklad.

Äppelmaräng

### Italiensk maräng
Denna variant av maräng (marängsmet) som är stabilare och inte kollapsar lätt och inte är helt rå. Den kan till exempel användas i parfait (en sorts glass) eller fruktmousser. Italiensk maräng är att föredra i smeter som innehåller frukt och bär som med sitt innehåll av syra kan få smeten att skära sig eller kollapsa. Den italienska marängen kan även gräddas i ugnen som vanlig maräng men under en kortare tid.
För att göra italiensk maräng används en het sockerlag som sakta hälls över marängen medan den vispas. Man kokar vatten och strösocker till 120–125 grader. Medan sockerlagen når sin temperatur vispar man äggvitan så att den får vit färg och en mjuk, fluffig konsistens. Sedan häller man försiktigt den heta sockerlagen i en tunn stråle i äggvitan medan den fortsätter att vispas på den lägsta hastigheten. När man har hällt över sockerlagen höjer man maskinens hastighet till den högsta i ett par minuter. Sedan låter man maskinen vispa på lågväxel tills marängen har kallnat, vilket tar 20–30 minuter.

### Schweizisk maräng
Det är den stabilaste formen av maräng (marängsmet). Den kan bakas i ugnen men oftast används den som den är på bakelser och bränns lätt med gasbrännare på t.ex. pajer och cupcakes. Den schweiziska marängen håller formen och smälter inte i rumstemperatur i motsats till den vanliga marängsmeten. För att göra schweizisk maräng vispar man äggvita och strösocker (och eventuellt lite vinäger eller citronsaft) i en skål en liten stund och sedan flyttar man skålen över sjudande vatten och fortsätter att vispa tills smeten har nått 55°C. Sedan flyttar man skålen från värmen och vispar ytterligare tills smeten har kallnat och håller formen.

### Vegansk maräng
Vegansk maräng görs på aquafaba (kikärtsspad), strösocker och eventuellt lite vinäger eller citronsaft som vispas ihop till en fluffig konsistens.